# Guillon
Guillon és un municipi francès, situat al departament del Yonne i a la regió de Borgonya - Franc Comtat. L'any 2007 tenia 451 habitants.

## Demografia

### Població
El 2007 la població de fet de Guillon era de 451 persones. Hi havia 193 famílies, de les quals 67 eren unipersonals (35 homes vivint sols i 32 dones vivint soles), 51 parelles sense fills, 55 parelles amb fills i 20 famílies monoparentals amb fills.
La població ha evolucionat segons el següent gràfic:
Habitants censats

### Habitatges
El 2007 hi havia 279 habitatges, 196 eren l'habitatge principal de la família, 63 eren segones residències i 20 estaven desocupats. 261 eren cases i 19 eren apartaments. Dels 196 habitatges principals, 135 estaven ocupats pels seus propietaris, 46 estaven llogats i ocupats pels llogaters i 15 estaven cedits a títol gratuït; 4 tenien una cambra, 8 en tenien dues, 39 en tenien tres, 58 en tenien quatre i 87 en tenien cinc o més. 122 habitatges disposaven pel capbaix d'una plaça de pàrquing. A 110 habitatges hi havia un automòbil i a 62 n'hi havia dos o més.

### Piràmide de població
La piràmide de població per edats i sexe el 2009 era:
| Homes | Edats   | Dones |
| ----- | ------- | ----- |
| 4     | 95 o +  | 4     |
| 0     | 90 a 94 | 4     |
| 0     | 85 a 89 | 20    |
| 12    | 80 a 84 | 4     |
| 12    | 75 a 79 | 32    |
| 12    | 70 a 74 | 16    |
| 16    | 65 a 69 | 16    |
| 12    | 60 a 64 | 12    |
| 0     | 55 a 59 | 4     |
| 20    | 50 a 54 | 12    |
| 16    | 45 a 49 | 12    |
| 20    | 40 a 44 | 20    |
| 12    | 35 a 39 | 20    |
| 8     | 30 a 34 | 8     |
| 16    | 25 a 29 | 12    |
| 8     | 20 a 24 | 4     |
| 32    | 15 a 19 | 12    |
| 8     | 10 a 14 | 8     |
| 16    | 5 a 9   | 8     |
| 0     | 0 a 4   | 8     |

## Economia
El 2007 la població en edat de treballar era de 248 persones, 184 eren actives i 64 eren inactives. De les 184 persones actives 165 estaven ocupades (94 homes i 71 dones) i 20 estaven aturades (10 homes i 10 dones). De les 64 persones inactives 29 estaven jubilades, 15 estaven estudiant i 20 estaven classificades com a «altres inactius».

### Ingressos
El 2009 a Guillon hi havia 197 unitats fiscals que integraven 440 persones, la mediana anual d'ingressos fiscals per persona era de 16.804 €.

### Activitats econòmiques
Dels 25 establiments que hi havia el 2007, 1 era d'una empresa alimentària, 5 d'empreses de construcció, 1 d'una empresa de comerç i reparació d'automòbils, 4 d'empreses de transport, 1 d'una empresa d'hostatgeria i restauració, 3 d'empreses financeres, 3 d'empreses de serveis, 6 d'entitats de l'administració pública i 1 d'una empresa classificada com a «altres activitats de serveis».
Dels 12 establiments de servei als particulars que hi havia el 2009, 1 era una gendarmeria, 1 oficina de correu, 2 oficines bancàries, 1 taller de reparació d'automòbils i de material agrícola, 3 guixaires pintors, 1 empresa de construcció, 1 perruqueria, 1 veterinari i 1 restaurant.
L'únic establiment comercial que hi havia el 2009 era una fleca.
L'any 2000 a Guillon hi havia 8 explotacions agrícoles.

## Equipaments sanitaris i escolars
El 2009 hi havia una escola elemental.

## Poblacions més properes
El següent diagrama mostra les poblacions més properes.